# Grijze réunionbrilvogel
De grijze réunionbrilvogel (Zosterops borbonicus) is een zangvogel uit de familie Zosteropidae (brilvogels).

## Verspreiding en leefgebied
Deze soort is endemisch op het eiland Réunion in het westen van de Indische Oceaan en telt drie ondersoorten:
- Z. b. alopekion: de centrale hooglanden van La Réunion.
- Z. b. borbonicus: de noordelijke en oostelijke hellingen van La Réunion.
- Z. b. xerophilus: de westkust van La Réunion.

## Status
De grootte van de populatie is in 2016 geschat op 100.000-500.000 volwassen vogels. Op de Rode lijst van de IUCN heeft deze soort de status niet bedreigd.